# ハクティビズム
ハクティビズム（英: hacktivism）とは、アクティビズム（英: activism、積極行動主義）とハック（英: hack）を組み合わせた造語。日本語圏ではハックティビズムと表記されることもある。政治的な意思表示や政治目的の実現のためにハッキングを手段として利用する行為もしくはそのような行動主義的傾向を指して用いられる言葉である。ハクティビズムの活動家はときとしてハクティビスト（英: hacktivist）と呼ばれる。
ハクティビストとは、ハッカーと活動家（アクティビスト）を掛け合わせた造語。

## 概要
政治色の強いハッカーグループ「カルト・オブ・ザ・デッド・カウ（cDc）」のメンバーであった「オメガ」が1996年に提唱したのが始まりである。これを受けて、cDcは人間の基本的権利として言論の自由を享受する権利があること、またそのための条件として人々は情報への自由かつ平等なアクセス権を有することを指摘し、そのような権利が保障された社会の実現のためのハッカーによる政治運動としてハクティビズム（英: hacktivism）を提唱し、プロジェクトグループ「ハクティビズモ（英: hacktivismo）」を始動させた。香港の反体制ハッカーグループ「ホンコン・ブロンド」が中国共産党政府の検閲を破壊するための行動を行った際に彼らをハクティビストと認めて1998年に正式提携を結ぶなど、cDcはハクティビズムの下でインターネット上での政治的発言やソフトウェアリリースを通じたキャンペーンを展開していった。
cDcのプロジェクトが始まったことでハクティビズムの語は自然に広まっていった。ハクティビズムの概念が政治的ハッカーに共有され、インスピレーションを与えてきたことは複数の証拠から確認が可能である。例えば、cDcから穏やかに分裂したロフトのメンバーだったクリス・ワイソパルは「ハクティビズムの目的は外国の人たちのために、政府の監視の目をくぐって、安全に通信できるソフトウェアを開発する事でした。言論の自由という大原則を守る為です。（中略）抑圧的な国家で人々が弾圧をおそれて口をつぐむ状況下では、その重要は増します。」と映画「We Are Legion」で述べている。
しかし、ハクティビズムの概念的定義についての正確で公式な共通理解は存在せず、ハクティビズムを掲げる個人やグループにより異なった定義や行動指針が採用されているのが現状である。定義や行動指針の違いは、形式的には違法と評価されうる行為をもハクティビズムとして正当化可能と考えるか、行動の目的と行動の結果のバランスをどの程度考慮するか、活動グループのメンバーシップや活動にまつわる責任をどのように規定するか、といった具体的で重要な問題についての態度決定について、活動家毎の違いをもたらす要因となっている。
活動家の間で相違が見られるハクティビズムの意味の類型については研究者による類型化が試みられてきた。類型化の一例として、ブリティッシュコロンビア大学（後にハーバード大学）でハクティビズムを研究してきたアレクサンドラ・サミュエルは「ポリティカルコーディング」（政治的な意図を持ってプログラミングを行うこと）、「ポリティカルクラッキング」（時に法を無視してもサイバー攻撃などで政治的主張を行うこと）、「パフォーマティブハクティビズム」（暴力的行為を伴わず、政治的効果の高い表現やアーティスト的な演出により意見表明をすること）の3つの分類を提唱している。

## ハクティビストの例

### ポリティカルコーディング
- カルト・オブ・ザ・デッド・カウ
- ロフト
- ウィキリークス

### ポリティカルクラッキング
- アノニマス
- ホンコン・ブロンド